# 乔纳森·弗德瑞兹
乔纳森·弗德瑞兹（Jhonathan Florez，1983年4月3日—2015年7月3日），哥伦比亚人，跳伞运动员、翼装飞行指导员、空中摄影师。
成功完成过的极限跳伞有三千余次，其中二千多次为翼装飞行。于2012年在首届翼装飞行锦标赛上获得第四名，2013年第二届翼装飞行锦标赛上获得冠军。乔纳森拥有四项吉尼斯世界纪录，包括自由降落时间最长、跳伞距离最远、翼装跳伞起跳点最高、跳伞总距离最长等。
2002年4月5日，福德瑞兹第一次尝试跳伞，2005年首次进行定点跳伞。他还为许多杂志、书籍和电视节目进行空中摄影。在对高度的激情驱使下，他环游了世界上许多地方，包括阿尔卑斯山（艾格峰）、挪威的巨魔墙（Troll Wall）和法国的克羅勒峰。
2015年7月3日，人们发现弗德瑞兹在瑞士英格堡附近的铁力士冰川（el glaciar Titlis cerca de Engelberg Suiza）上身亡，原因不明，但据推测他在尝试新路线时滑倒，来不及立刻停下来，立即坠下悬崖。当时他正在尝试他将在中国的翼装飞行世锦赛（World Wingsuit League）上使用的新套装。